# Lophocampa ronda
Lophocampa ronda là một loài bướm đêm thuộc phân họ Arctiinae, họ Erebidae.